# 李仁模
李 仁模（朝鮮語: 리인모、リ・インモ、
イ・インモ、1917年〈大正6年〉8月24日 - 2007年〈主体96年〉6月16日）は、韓国で非転向長期囚として40年間の獄中生活を送り、自由を制限された北朝鮮国籍の人物である。朝鮮中央通信は、「朝鮮人民の間で信仰と意志の化身としてよく知られている」「統一を目指す愛国戦士」と評した。

## 生涯
李は、日本統治下の朝鮮の咸鏡南道豊山郡（現 両江道金亨権郡）で1917年8月24日に生まれた。
東京の高校に通学していたが、独立後に中退。
朝鮮戦争中の1950年7月から朝鮮人民軍の従軍記者として活動していたが、朝鮮半島南部の智異山でゲリラ戦を展開していたところを韓国側に逮捕された。1952年、懲役7年を宣告され、1959年1月に出所後は「社会保護会」による管理下に置かれながら練炭工場に勤務。1961年に地下党への組織資金提供の疑いで再逮捕され、懲役15年の宣告が出る。李は韓国で27年間の獄中生活を送った。獄中では、政治的信条を放棄する文書に署名することと引き換えに自由を得ることを提案されたが、繰り返し拒否した。
1988年10月に釈放されたが、韓国政府は李の活動を制限し続けた。1989年、月刊マルに「朝鮮人民軍従軍記者の最後の任務」と題した手記を寄稿。1991年7月に脳出血のため手足が不自由になる。釜山の病院に入院治療中であったが、南北政府間の交渉の結果、1993年3月11日に韓国政府は李の北朝鮮へ送還が発表、1993年3月19日に北朝鮮に送還され、板門店で妻子と再会した。北朝鮮への送還後、刑務所での生活が原因で体調を崩し、1996年5月29日にアメリカで治療を受けるため北京・成田空港経由で出国した。
体調回復後、北朝鮮政府により李の獄中での様子が映画化された。北朝鮮では、李が公の場に何度も登場し、国民の人気を博した。しかし、映画の中にハンストの話が出ており、韓国の刑務所はハンストができるほど食べ物が豊富だということで、北朝鮮の国民に韓国の刑務所での生活は信じられているほど悪くないと思わせてしまった。
李は2007年6月16日に亡くなり、国家英雄として葬儀が行われた。葬儀委員会は、金永南が委員長、崔泰福が副委員長を務め、金英逸を含む55人の委員で構成された。翌年には平壌の統一通りに銅像が建立された。

## 著作
- Ri In-mo (1993). Incarnation of Faith and Will: Notes of Ri In Mo, Former War Correspondent of the Korean People's Army. Pyongyang: Foreign Languages Publishing House. OCLC 34912928
- (1994). A Withered Leaf Turning Green. Pyongyang: Foreign Languages Publishing House. OCLC 272460322
- (1997). My Life and Faith: Memoirs. Pyongyang: Foreign Languages Publishing House. OCLC 240638109

### 注記
1. ↑  「李」は、北朝鮮では「リ」、韓国では「イ」と発音する。当該人物は両国に関係があるため、ここでは併記している。